# Анновка (Амурская область)
А́нновка — село в Ивановском районе Амурской области, Россия.
Административный центр Анновского сельсовета.
Основан в 1884 году. Село названо по имени А.В. Лазаревой — жены генерал-губернатора Амурской области П.С. Лазарева.

## География
Село Анновка стоит вблизи левого берега реки Ивановка (левый приток Зеи).
Село Анновка расположено к востоку от районного центра Ивановского района села Ивановка (на автодороге областного значения Ивановка — Варваровка — Екатеринославка), расстояние (через Большеозёрку и Вишнёвку) — 25 км.
На восток от села Анновка идёт дорога к селу Варваровка Октябрьского района.

## История
Село было основано в 1884 году. Названо в честь жены губернатора — Анны Лазаревой.

## Население
| 2002 | 2010 | 2012 | 2013 | 2014 | 2015 | 2016 |
| ---- | ---- | ---- | ---- | ---- | ---- | ---- |
| 586  | ↗605 | ↘602 | ↗607 | ↘593 | ↘582 | →582 |
| 2017 | 2018 |      |      |      |      |      |
| ↗593 | ↗597 |      |      |      |      |      |

## Инфраструктура
- Сельскохозяйственные предприятия Ивановского района.